# Joseph Lefkowitz
Joseph Lefkowitz (geboren 1892 in Zutphen, Niederlande; gestorben 1983 in London) war ein britischer Schriftsteller und Übersetzer. Joseph Lefkowitz, der unter dem Namen Josef Leftwich schrieb, übersetzte jiddische Literatur ins Englische. Er ist vor allem für seine Sammlung jiddischer Lyrik mit dem Titel The Golden Peacock aus dem Jahr 1939 bekannt. 1957 veröffentlichte er eine Biographie von Israel Zangwill.
Lefkowitz prägte den Begriff Whitechapel Boys für die Gruppe britisch-jüdischer Künstler, zu der auch er gehörte und die sich in den Jahren von 1910 bis 1914 in Whitechapel traf.